# Bedford College (Londra)
Il Bedford College è ricordato per essere stato il primo istituto non confessionale di studi universitari riservato alle donne. Fu fondato a Londra nel 1849 da Elizabeth Jesser Reid, un anno dopo il Queens' College fondato dal teologo Frederick Denison Maurice.

## Storia
Il Bedford College fu fondato da Elizabeth Jesser Reid, una riformatrice sociale e filantropa, che si adoperò tutta la sua vita per l'emancipazione femminile e il sostegno ai più deboli. La creazione di un college per l'educazione femminile era sempre stato il suo sogno e riuscì a realizzarlo nel 1849 quando aprì l'istituto presso la sua propria residenza, al 47 di Bedford Square, da cui poi originò il nome. L'originalità di questo istituto risiedeva nell'aspirazione di ampliare la cultura delle sue studentesse, non limitandosi esclusivamente alla formazione per le future governanti dell'alta società.
Il college era gestito da un Comitato delle Signore e un Comitato Generale, composto da alcune signore, dai professori (tutti uomini) e da tre amministratori, che per legge dovevano essere uomini. Nonostante il fatto che la signora Reid desiderasse che la scuola fosse gestita da donne, rapidamente il Comitato Generale prese un ruolo dominante nella gestione. Nel 1860 fu fondata la Residenza legata al College al numero 48 di Bedford Square. Dopo il 1870 il numero di studentesse iscritte era sensibilmente aumentato, un nuovo approccio verso la formazione femminile iniziava a farsi strada, prova ne fu l'apertura alle donne presso University of London del 1877. Nel 1881 tre studentesse del Bedford College ottennero un Bachelor of Arts con il massimo dei voti.
Tra il 1876 e il 1885 furono ampliati i corsi scientifici istituendo delle cattedre di Chimica e Fisica, Zoologia, Fisiologia e Geologia. Nel 1893, per la prima volta fu nominata preside una donna, Emily Penrose, ricordata anche per essere stata la prima donna a ricevere dall'Università di Oxford la  First Class honours in Classics. L'anno successivo ricevette sovvenzioni dal Tesoro e nel 1913, grazie a un lascito, furono inaugurati dei nuovi locali vicino a Regents Park.
Nel 1933 fu il primo college a offrire la cattedra di filosofia a una donna, Susan Stebbing.
Nel 1965 il college accolse i suoi primi studenti maschili diventando così misto.
Nel 1982 il Bedford College fusionò con il Royal Holloway, nato anche lui per essere un college esclusivamente femminile e inaugurato nel 1886, e insieme divennero il Royal Holloway and Bedford New College (RHBNC) uno dei college legati alla University of London.